# دريكسل هايهتس (أريزونا)
دريكسل هايهتس (بالإنجليزية: Drexel Heights CDP, Arizona)‏ هي منطقة سكنية تقع بولاية أريزونا في الولايات المتحدة. تبلغ مساحتها 50.38 كم2، وترتفع عن سطح البحر 770 م، بلغ عدد سكانها 27,749 نسمة في عام 2010 حسب إحصاء مكتب تعداد الولايات المتحدة وتصل الكثافة السكانية فيها 550.8 نسمة لكل كيلومتر مربع (1,426.6/ميل2).

## التركيبة السكانية
حدّد مكتب تعداد الولايات المتحدة بيانات التركيبة السكانية لدريكسل هايهتس في تعداد الولايات المتحدة. في ما يلي، التركيبة السكانية حسب تعدادي 2000 و2010.

### تعداد عام 2000
بلغ عدد سكان دريكسل هايهتس 23,849 نسمة بحسب تعداد عام 2000، وبلغ عدد الأسر 7,505 أسرة وعدد العائلات 5,987 عائلة مقيمة في المنطقة السكنية. في حين سجلت الكثافة السكانية 473.4 نسمة لكل كيلومتر مربع (1,226.1/ميل2). وبلغ عدد الوحدات السكنية 7,957 وحدة بمتوسط كثافة قدره 157.9 لكل كيلومتر مربع (409.0/ميل2).
وتوزع التركيب العرقي للمنطقة السكنية بنسبة 58.14% من البيض و2.62% من الأمريكيين الأفارقة و3.42% من الأمريكيين الأصليين و0.82% من الأمريكيين ذوي الأصول الآسيوية و0.10% من سكان جزر المحيط الهادئ و31.28% من الأعراق الأخرى و3.62% من عرقين مختلطين أو أكثر و60.07% من الهسبانيون أو اللاتينيون من أي عرق.
بلغ عدد الأسر 7,505 أسرة كانت نسبة 48.9% منها لديها أطفال تحت سن الثامنة عشر تعيش معهم، وبلغت نسبة الأزواج القاطنين مع بعضهم البعض 59.8% من أصل المجموع الكلي للأسر، ونسبة 14.3% من الأسر كان لديها معيلات من الإناث دون وجود شريك، بينما كانت نسبة 5.7% من الأسر لديها معيلون من الذكور دون وجود شريكة وكانت نسبة 20.2% من غير العائلات. تألفت نسبة 15.5% من أصل جميع الأسر من عدة أفراد يعيشون في نفس المنزل ونسبة 4.8% كانت تتألف من شخص يعيش بمفرده يبلغ من العمر 65 عاماً أو أكثر. وبلغ متوسط حجم الأسرة المعيشية 3.17، أما متوسط حجم العائلات فبلغ 3.53.
بلغ العمر الوسطي للسكان 31.8 عاماً. وكانت نسبة 31.9% من القاطنين تحت سن الثامنة عشر، وكانت نسبة 9.4% بين الثامنة عشر والرابعة والعشرين عاماً، ونسبة 28.5% كانت واقعةً في الفئة العمرية ما بين الخامسة والعشرين والرابعة والأربعين عاماً، ونسبة 21.9% كانت ما بين الخامسة والأربعين والرابعة والستين، ونسبة 8.1% كانت ضمن فئة الخامسة والستين عاماً فما فوق. يوجد لكل 100 أنثى 97.2 ذكر، ويوجد لكل 100 أنثى في الثامنة عشر من عمرها فما فوق 92.2 ذكر.
بلغ متوسط دخل الأسرة في المنطقة السكنية 41,211 دولارًا، أما متوسط دخل العائلة فبلغ 42,457 دولارًا. وكان متوسط دخل الذكور 31,405 دولارًا مقابل 23,353 دولارًا للإناث. وسجل دخل الفرد الخاص بالمنطقة السكنية 14,839 دولارًا. وكانت نسبة 9.9% من العائلات ونسبة 12.1% من السكان تحت خط الفقر، وكان من هؤلاء نسبة 15.4% تحت سن الثامنة عشر ونسبة 8.2% في الخامسة والستين من العمر وما فوق.

### تعداد عام 2010
بلغ عدد سكان دريكسل هايهتس 27,749 نسمة بحسب تعداد عام 2010، وبلغ عدد الأسر 8,824 أسرة وعدد العائلات 6,791 عائلة مقيمة في المنطقة السكنية. في حين سجلت الكثافة السكانية 550.8 نسمة لكل كيلومتر مربع (1,426.6/ميل2). وبلغ عدد الوحدات السكنية 9,684 وحدة بمتوسط كثافة قدره 192.2 لكل كيلومتر مربع (497.8/ميل2).
وتوزع التركيب العرقي للمنطقة السكنية بنسبة 58.60% من البيض و2.49% من الأمريكيين الأفارقة و5.30% من الأمريكيين الأصليين و0.72% من الأمريكيين ذوي الأصول الآسيوية و0.07% من سكان جزر المحيط الهادئ و28.53% من الأعراق الأخرى و4.28% من عرقين مختلطين أو أكثر و70.58% من الهسبانيون أو اللاتينيون من أي عرق.
بلغ عدد الأسر 8,824 أسرة كانت نسبة 44.7% منها لديها أطفال تحت سن الثامنة عشر تعيش معهم، وبلغت نسبة الأزواج القاطنين مع بعضهم البعض 51.8% من أصل المجموع الكلي للأسر، ونسبة 17.2% من الأسر كان لديها معيلات من الإناث دون وجود شريك، بينما كانت نسبة 8% من الأسر لديها معيلون من الذكور دون وجود شريكة وكانت نسبة 23% من غير العائلات. تألفت نسبة 17.7% من أصل جميع الأسر من عدة أفراد يعيشون في نفس المنزل ونسبة 6.4% كانت تتألف من شخص يعيش بمفرده يبلغ من العمر 65 عاماً أو أكثر. وبلغ متوسط حجم الأسرة المعيشية 3.14، أما متوسط حجم العائلات فبلغ 3.54.
بلغ العمر الوسطي للسكان 33.0 عاماً. وكانت نسبة 30.3% من القاطنين تحت سن الثامنة عشر، وكانت نسبة 9.9% بين الثامنة عشر والرابعة والعشرين عاماً، ونسبة 25.3% كانت واقعةً في الفئة العمرية ما بين الخامسة والعشرين والرابعة والأربعين عاماً، ونسبة 24.9% كانت ما بين الخامسة والأربعين والرابعة والستين، ونسبة 9.7% كانت ضمن فئة الخامسة والستين عاماً فما فوق. وتوزع التركيب الجنسي للسكان بنسبة 49% ذكور و51% إناث.